# Guglielmo Carro
Guglielmo Carro (La Spezia, 1913 – La Spezia, 2001) è stato uno scultore e pittore italiano.
Guglielmo Carro studia con lo scultore spezzino Enrico Carmassi e all'Accademia di Belle Arti di Carrara sotto la guida dello scultore carrarese Arturo Dazzi. 
Lavora con il padre alla decorazione plastica di alcune opere architettoniche, per poi iniziare, intorno alla metà degli anni Trenta, la sua attività espositiva.

La sua prima esposizione importante è già in occasione della Mostra del Mare a Genova nel 1935; a questa seguono la Mostra Nazionale di Napoli nel 1936 e la Mostra degli artisti in guerra a Roma nel 1942.
Nel dopoguerra si avvicina all’arte astratta. Di questo momento si ricordano le mostre con lo storico Gruppo dei Sette nel 1948 alla Spezia e, l'anno successivo, a Lerici e a Milano.

Partecipa a varie edizioni del Premio Nazionale di Pittura “Golfo della Spezia" dal 1953 al 1961 e nel 1965. 
Espone anche alla  VII Quadriennale nazionale d'arte di Roma nel 1956 e poi ancora nell’edizione successiva del 1959; presenta suoi lavori anche al Premio Internazionale di Scultura a Carrara nel 1957 e nel 1961. 
Dopo un periodo di docenza all'"I.T.I." di La Spezia è nominato titolare della cattedra di Figura Modellata e Ornato Modellato presso il Liceo Artistico di Carrara fino al 1978.
Particolare menzione merita il Portale della Misericordia, bronzo per la Chiesa di Santa Maria Assunta (1999).
Ritiratosi a coltivare solo la sua arte nel suo studio nel quartiere della Scorza, muore a La Spezia nel 2001.
È stato un artista di carattere schivo, sostenuto da una ricca e profonda cultura e che ha interpretato con uguale partecipazione sia temi sacri sia altri di diverso contenuto.
Sue mostre postume sono state allestite nel 2001 a Sarzana, nella Fortezza Firmafede e alla Spezia, nella Palazzina delle Arti.

## Alcune opere
- Sant'Enecone, 1935, Biassa
- Statua per la Cappella Perioli, cimitero dei Boschetti (La Spezia)
- Santi Quattro Coronati
- Madonna con il Bambino
- Cristo a Cafarnao (1965-66)
- Formelle in bronzo per il Portale della Misericordia, Chiesa di Santa Maria Assunta, La Spezia (1999)
- Orfeo ed Euridice, bassorilievo per il Teatro Astra